# Más allá del jardín
Pour plus de détails, voir Fiche technique et Distribution.
Más allá del jardín est un film espagnol réalisé par Pedro Olea, sorti en 1996.

## Synopsis
Palmira, une femme de la société aristocratique sévillane, vit une crise existentielle alors qu'elle commence à vieillir.

## Fiche technique
- Titre : Más allá del jardín
- Réalisation : Pedro Olea
- Scénario : Mario Camus d'après le roman de Antonio Gala
- Musique : Nicola Piovani
- Photographie : José Luis Alcaine
- Montage : José Salcedo
- Production : Andrés Vicente Gómez
- Société de production : Canal+ España, Lolafilms et Sociedad General de Televisión
- Pays :  Espagne
- Genre : Comédie dramatique
- Durée : 90 minutes
- Dates de sortie : 
  -  Espagne : 20 décembre 1996

## Distribution
- Concha Velasco : Palmira
- Fernando Guillén : Willy
- Manuel Bandera : Tario
- Andrea Occhipinti : Ugo
- Ingrid Rubio : Helena
- Miguel Hermoso Arnao : Alex
- Martirio : Mencia
- Mary Carrillo : Ama
- Claudia Gravy : Dr. Dubois
- Mercedes Alonso : Isa Bustos
- Giancarlo Giannini : Bernardo
- Goya Toledo : Teresa
- María Galiana : Ramona
- Germán Cobos : Alvaro Larra
- Carmen de la Maza : Soledad
- Rosa Novell : Hermana Rosa
- Eduardo Noriega : Ignacio
- Asunción Sancho : Tía Montecarmelo

## Distinctions
Le film a été nommé pour cinq prix Goya et a remporté celui du meilleur second rôle féminin pour Mary Carrillo et celui du meilleur espoir féminin pour Ingrid Rubio.